# Hilfsmittel (Rehabilitation)
Hilfsmittel sind in Deutschland im Bereich der Rehabilitation nach der Hilfsmittel-Richtlinie des Gemeinsamen Bundesausschusses „Gegenstände, die im Einzelfall erforderlich sind, um den Erfolg einer Krankenbehandlung zu sichern, einer drohenden Behinderung vorzubeugen oder eine Behinderung auszugleichen, soweit sie nicht als allgemeine Gebrauchsgegenstände des täglichen Lebens anzusehen sind“.
Aus dem angloamerikanischen Sprachraum übernommen bzw. übersetzt (von assistive technology) werden hierfür auch die Begriffe assistive oder assistierende Technologie oder Unterstützungstechnologie verwendet.

## Verschiedene Hilfsmittel-Übersichten
Diese Definition hat vor allem Bedeutung für die Kostenträger der Hilfsmittelversorgung, insbesondere die Gesetzliche Krankenversicherung (GKV). Die für die Gesetzliche Krankenversicherung (GKV) leistungspflichtigen Hilfsmittel sind im Hilfsmittelverzeichnis der GKV definiert und als Einzelprodukte auf Herstellerantrag gelistet.
Gegenüber dem Hilfsmittelverzeichnis der GKV bietet die Norm EN ISO 9999 „Hilfsmittel für Menschen mit Behinderungen – Klassifikation und Terminologie“ einen umfassenderen und nicht an der Leistungspflicht orientierten Überblick über Hilfsmittel für behinderte Menschen. Durch die internationale Ausrichtung und die Übersetzung aus dem Englischen hat diese Klassifikation auch eine spezifisch andere Terminologie, die sich teils nicht mit den im deutschsprachigen Raum verwendeten Begriffen deckt.

## Leistungspflicht der Krankenkassen
Die Krankenkassen sind verpflichtet, ihren Mitgliedern nach Indikation (Grund, Anlass) entsprechende Hilfsmittel zu stellen. Rechtsgrundlage bietet hier § 33 SGB V. Die Indikation wird von den Vertragsärzten der Kassen (festgelegt im Bundesmantelvertrag für Ärzte BMV-Ä § 30) festgestellt und entsprechend verordnet (Kassenrezept). Die Versorgung der Patienten geschieht durch die Leistungserbringer (Fachhandel wie Sanitätshäuser, Apotheken, Orthopäden). Die Kassen sind im Regelfall verpflichtet, von ihren Mitgliedern eine gesetzliche Zuzahlung zu verlangen. Diese Zuzahlung ist von Versicherten, die das 18. Lebensjahr vollendet haben, in Höhe von 10 % des Abgabepreises, mindestens aber 5 Euro und höchstens 10 Euro, zu leisten.
Für die seitens der gesetzlichen Krankenversicherung erstattungsfähige Verordnung ist das Rezeptformular in der jeweils vorgeschriebenen Form zu verwenden. Personen, die nicht über eine gesetzliche Krankenversicherung versichert sind, bekommen demgegenüber die Verschreibung auf einem „Privatrezept“-Formular.
Zusätzlich ist festgelegt, dass die Verordnung von Hilfsmitteln im Gegensatz zu Heilmitteln durch die Kassen zu prüfen und zu genehmigen ist. Die Prüfung umfasst die Aspekte
1. des therapeutischen und qualitativen Nutzens. Es soll geprüft werden, ob mit einem ähnlichen oder anderen Hilfsmittel ein gleicher oder besserer therapeutischer Nutzen erzielt werden kann. Die ärztliche Diagnose oder der vorgegebene therapeutische Weg des Vertragsarztes steht hier nicht zur Diskussion.
2. der Wirtschaftlichkeit des Hilfsmittels. Es soll geprüft werden, ob ein entsprechendes Hilfsmittel im Lagerbestand der Kassen vorhanden und einsetzbar ist.

Damit soll eine Fehlversorgung ausgeschlossen werden. Die Ablehnung eines Hilfsmittels durch die GKV ist in der Regel nur zulässig, wenn sie durch eine andere Versorgung einen besseren therapeutischen Nutzen erreicht. Eine Ablehnung mit der sinngemäßen Begründung, das angestrebte Hilfsmittel sei zu teuer bzw. unwirtschaftlich, ist vom Gesetzgeber nicht vorgesehen.
Ärzte dürfen daneben Hilfsmittel zur Privatabrechnung (ebenfalls in BMV-Ä § 30) verordnen.

## Hilfsmittel mit erweitertem Funktionsumfang
In vielen Fällen reicht ein herkömmliches Pflegebett zur Versorgung des Patienten aus. Es gibt aber Krankheitsbilder, bei denen Betten mit erweitertem Funktionsumfang (Aufstehbetten, Stehbetten) erhebliche Vorteile bringen. Der erweiterte Funktionsumfang wirkt sich auf die Beschaffungskosten für die Kassen aus. Die Verordnung wird in diesen Fällen häufig von den Kassen abgelehnt. Als Ablehnungsgrund wird angeführt, dass die Versorgung mit einem einfachen Hilfsmittel ausreiche und deshalb das Hilfsmittel mit dem erweiterten Funktionsumfang nicht wirtschaftlich sei.
Diese Argumentation ist nicht schlüssig, denn nicht ohne Grund hat der Vertragsarzt (Arzt mit einer Zulassung der Krankenkassen) das entsprechende Hilfsmittel verschrieben. Hier darf die Krankenkasse lediglich dann ablehnen, wenn sie erläutert, welche der erweiterten Funktionen dem Patienten bzw. dem pflegenden Umfeld keinen Nutzen erbringt. Am Beispiel des erweiterten Funktionsumfanges eines Aufstehbettes ist dies leicht erkennbar. Mit einem Aufstehbett (Patient kann elektromotorisch vom Liegen ins Sitzen gefahren werden) können viele Patienten mit Krankheitsbildern wie Parkinson, Schlaganfall, MS usw. entweder völlig selbstständig aufstehen oder benötigen nur wenig Unterstützung bei diesem Prozess. Das führt zu einer erkennbaren Steigerung der Selbstständigkeit und zum teilweisen Ausgleich der Behinderung. Gleichzeitig wird das versorgende Umfeld körperlich entlastet. Ist erwartbar, dass diese Ziele für den Patienten durch das Hilfsmittel (im Bsp.: ein Aufstehbett) erreicht werden, darf die Krankenkasse die Versorgung mit diesem Hilfsmittel nicht ablehnen. Zusätzlich bleibt bei den Kassen häufig die Einsparung der nach der Anschaffung des entsprechenden Hilfsmittels eventuell nicht mehr notwendigen weiteren Hilfsmittel und Unterstützungen unberücksichtigt.

## Weiterführende Literatur
- Norbert Kamps: Grundlagen der Hilfsmittel- und Pflegehilfsmittelversorgung: Arbeitshilfe zum SGB V und SGB XI; Einführung in das Hilfsmittelverzeichnis. 1. Auflage. Walhalla und Praetoria, Regensburg 2009, ISBN 978-3-8029-7402-1.
- Andrea Mischker: Die initiale Hilfsmittelversorgung für Patienten nach hüftnaher Femurfraktur – eine Vergleichsstudie über drei Mobilitätshilfsmittelgruppen im … Sicherheit, Wirksamkeit und Lebensqualität. 1. Auflage. Mensch & Buch, Berlin 2009, ISBN 978-3-86664-536-3.
- Norbert Kamps: Hilfsmittelversorgung von Pflegebedürftigen, Rechtssicheres Hilfsmittel-Management in der Pflegepraxis. (= Fachkompetenz Pflege). 1. Auflage. Mensch und Medien, Landsberg am Lech 2010, ISBN 978-3-86283-001-5.
- Werner Gerlach: TTH – Therapien und Technische Hilfen – Aktuelles Lexikon für Ärzte und Krankenkassen mit Produktinformationen und Abbildungen. Walhalla und Praetoria; Loseblattsammlung; Dezember 2010 (kontinuierlich aktualisiert)
- Pascal Escales: Von einer Volkswirtschaft der Lebensqualität: Warum sich eine hochwertige Versorgung mit Hilfsmitteln für eine Gesellschaft rechnen kann. Escales GmbH, Hamburg 2021, ISBN 978-3-9819045-4-3